# Albany (Town, Green County)
Die Town of Albany ist eine von 16 Towns im Green County im US-amerikanischen Bundesstaat Wisconsin. Im Jahr 2010 hatte die Town of Albany 1106 Einwohner.
Town hat in Wisconsin eine grundlegend andere Bedeutung, als im übrigen englischsprachigen Bereich. Vielmehr entspricht sie den in den anderen US-Bundesstaaten üblichen Townships, die nach dem County die nächstkleinere Verwaltungseinheit bilden.

## Geografie
Die Town of Albany liegt im Süden Wisconsins, rund 25 km nördlich der Grenze zu Illinois. Der am Mississippi gelegene Schnittpunkt der drei Bundesstaaten Wisconsin, Iowa und Illinois liegt rund 115 km westlich. Die Town wird von Nord nach Süd vom Sugar River durchflossen, der über den Pecatonica River und den Rock River zum Stromgebiet des Mississippi gehört. 
Die Koordinaten des geografischen Zentrums der Town of Albany sind 42°43′25″ nördlicher Breite und 89°25′41″ westlicher Länge. Sie erstreckt sich über eine Fläche von 88,9 km². Die selbstständige Gemeinde Albany wird vollständig von der Town of Albany umschlossen, ohne dass diese der Town angehört. 
Die Town of Albany liegt im Nordosten des Green County und grenzt an folgende Nachbartowns:
|                        | Town of Brooklyn                            | Town of Union (Rock County)         |
| Town of Mount Pleasant | Kompassrose, die auf Nachbargemeinden zeigt | Town of Magnolia (Rock County)      |
| Town of Sylvester      | Town of Decatur                             | Town of Spring Valley (Rock County) |

## Verkehr
Der Wisconsin State Highway 59 verläuft in West-Ost-Richtung durch das Zentrum der Town of Albany. Die östliche Grenze der Town wird vom Wisconsin State Highway 104 gebildet. Der County Highway E führt in Nord-Süd-Richtung durch die Town. Alle weiteren Straßen sind untergeordnete Landstraßen sowie teils unbefestigte Fahrwege.
Durch die Town of Albany verläuft der Sugar River State Trail, ein auf der Trasse einer ehemaligen Eisenbahnstrecke verlaufender Rail Trail für Wanderer und Radfahrer. Im Winter kann der Wanderweg auch mit Schneemobilen befahren werden.
Der nächste Flughafen ist der Dane County Regional Airport in Wisconsins Hauptstadt Madison (rund 55 km nördlich).

## Bevölkerung
Nach der Volkszählung im Jahr 2010 lebten in der Town of Albany 1106 Menschen in 424 Haushalten. Die Bevölkerungsdichte betrug 12,4 Einwohner pro Quadratkilometer. In den 424 Haushalten lebten statistisch je 2,61 Personen. 
Ethnisch betrachtet setzte sich die Bevölkerung zusammen aus 95,9 Prozent Weißen, 0,2 Prozent Afroamerikanern, 0,2 Prozent amerikanischen Ureinwohnern, 0,5 Prozent Asiaten, 0,1 Prozent (eine Person) Polynesiern sowie 1,7 Prozent aus anderen ethnischen Gruppen; 1,4 Prozent stammten von zwei oder mehr Ethnien ab. Unabhängig von der ethnischen Zugehörigkeit waren 2,6 Prozent der Bevölkerung spanischer oder lateinamerikanischer Abstammung. 
24,6 Prozent der Bevölkerung waren unter 18 Jahre alt, 63,2 Prozent waren zwischen 18 und 64 und 12,2 Prozent waren 65 Jahre oder älter. 48,1 Prozent der Bevölkerung war weiblich.
Das mittlere jährliche Einkommen eines Haushalts lag bei 67.917 USD. Das Pro-Kopf-Einkommen betrug 29.244 USD. 5,4 Prozent der Einwohner lebten unterhalb der Armutsgrenze.

## Ortschaften in der Town of Albany
Neben Streubesiedlung existiert in der Town of Albany mit Mineral Point eine gemeindefreie Siedlung.